# Artur Adams
Artur Aleksandrowicz Adams (ros. Артур Александрович Адамс, ur. 25 października 1885 w Eskilstunie (Szwecja), zm. 14 stycznia 1969 w Moskwie (ZSRR)) – radziecki agent wywiadu wojskowego, pułkownik, inżynier, Bohater Federacji Rosyjskiej (pośmiertnie, 1999).

## Życiorys
Był synem szwedzkiego inżyniera i Żydówki pochodzącej z Petersburga. W 1891 po śmierci męża matka wyjechała wraz z dziećmi do Rosji, jednak w 1895 sama zmarła. Wychowywał się w Czudowie (obecnie w obwodzie nowogrodzkim), gdzie od 1899 uczył się w szkole mechaników morskich, którą ukończył w 1903. W szkole zaznajomił się z literaturą marksistowską i rewolucyjną i należał do kółek socjaldemokratycznych, był związany z miejską organizacją SDPRR. Praktykował w warsztacie w Mikołajowie, gdzie związał się z miejscową organizacją SDPRR. Później pracował i działał w Chersoniu, w sierpniu 1904 został aresztowany za prowadzenie rewolucyjnej propagandy wśród robotników i 10 września 1905 skazany na dożywotnie zesłanie zamienione na 6 lat twierdzy; 21 października 1905 kara została darowana amnestią. Po zwolnieniu wrócił do działalności rewolucyjnej i w czerwcu 1906 ponownie został aresztowany i potem zesłany do Ołońca, skąd zbiegł i udał się do Odessy. Po schwytaniu zesłano go do Jakucji, skąd zbiegł i przez Petersburg wyjechał do Finlandii. Został robotnikiem brygady montażowej, z którą pracował w Aleksandrii i Kairze (Egipt), a także w Mediolanie (Włochy) i Buenos Aires (Argentyna), gdzie został aresztowany i wysłany stamtąd do Rosji. Po kilku miesiącach przedostał się do USA, a stamtąd do Kanady, gdzie w styczniu 1909 wstąpił do szkoły inżynieryjnej przy uniwersytecie w Toronto. Od lipca 1913 do lipca 1919 pracował w różnych przedsiębiorstwach w Kanadzie i USA, jednocześnie działał w związku metalowców i w partii socjalistycznej. Od 1916 pracował w służbie technicznej US Army, skończył kursy oficerów rezerwy i otrzymał stopień majora amerykańskiej armii. Od czerwca 1919 pracował w przedstawicielstwie RFSRR w USA znanej jako Misja Martensa. W 1921 wrócił do Rosji, mieszkał w Piotrogrodzie. Podczas powstania w Kronsztadzie był w oddziale specjalnego przeznaczenia miejskiej organizacji partyjnej tłumiącej bunt, później został dyrektorem fabryki w Moskwie (do 1 sierpnia 1923).
Od sierpnia 1923 pracował jako inżynier działu technicznego w Centralnym Zarządzie Państwowych Fabryk Samochodów Najwyższej Rady Gospodarki Narodowej, później był inżynierem w truście lotniczym, od stycznia 1925 pracował w fabryce w Leningradzie. W 1927 był delegowany służbowo do USA. Później pracował w Głównym Zarządzie Wywiadowczym Sztabu Generalnego Armii Czerwonej. W latach 1935–1938 i 1939-1946 kierował nielegalną rezydenturą wywiadu w USA. Z pomocą zwerbowanych przez siebie szpiegów zdobył i przekazał do ZSRR cenne dokumenty dotyczące amerykańskiego projektu atomowego (ponad 10 000 stron tajnych dokumentów), a także próbki uranu, plutonu i berylu przeznaczone do wojskowego wykorzystania, plany różnych urządzeń z centrum atomowego w Los Alamos w USA. Po wszczęciu przeciwko niemu śledztwa FBI, przez jakiś czas pozostawał w ukryciu, po czym opuścił nielegalnie Stany Zjednoczone. 
Po powrocie do ZSRR (1946) pracował w centrali Głównego Zarządu Wywiadowczego. W 1948 roku, przeszedł na emeryturę, pracował jako korespondent polityczny TASS. 
Został pochowany na moskiewskim Cmentarzu Nowodziewiczym. Pośmiertnie, 17 czerwca 1999 przyznano mu tytuł Bohatera Rosji